# Resolució 798 del Consell de Seguretat de les Nacions Unides
La Resolució 798 del Consell de Seguretat de les Nacions Unides fou adoptada per unanimitat el 18 de desembre de 1992. Després de reafirmar les resolucions 770 (1992) i 771 (1992) i recolzar una iniciativa del Consell Europeu. El Consell va condemnar els informes sobre les detencions massives, organitzades i sistemàtiques i la violació de dones, especialment dones musulmanes, a Bòsnia i Hercegovina durant la Guerra de Bòsnia.
El Consell va exigir també que es tanquessin tots els camps de detenció, demanant al Secretari General de les Nacions Unides que donés suport perquè les delegacions de la Comunitat Europea tinguessin accés lliure i segur als llocs de detenció, lliurant un informe dins dels 15 dies posteriors a la resolució aprovada.
La resolució 798 va ser la primera vegada que les Nacions Unides havien condemnat la violació de dones en temps de guerra.